# US Open 2015
US Open 2015 představoval 135. ročník čtvrtého a závěrečného grandslamového turnaje tenisové sezóny, jediného hraného na americkém kontinentu. Probíhal na otevřených dvorcích s tvrdým povrchem DecoTurf v Národním tenisovém centru Billie Jean Kingové newyorského Flushing Meadow, jakožto Mezinárodní tenisové mistrovství USA, a to v období od 31. srpna do 13. září 2015.
Turnaj byl součásti kalendáře profesionálních okruhů mužů ATP World Tour 2015 a žen WTA Tour 2015. Vítězové, vyjma soutěže smíšené čtyřhry, si do žebříčků připsali 2 000 bodů.
Obhájcem vítězství v mužské dvouhře byl chorvatský hráč Marin Čilić, kterého v semifinále hladce přehrál Novak Djoković. Ženský titul z předchozích tří let obhajovala americká světová jednička a šestinásobná šampiónka Serena Williamsová, která útočila na zisk čistého Grand Slamu, v historii ženského tenisu dosaženého pouze třikrát. Od tohoto výkonu ji dělily dva zápasy. V semifinále překvapivě nestačila na Robertu Vinciovou. Některá média postup Italky označila za jedno z největších vítězství v tenisu.

## 135. ročník

### Pozadí

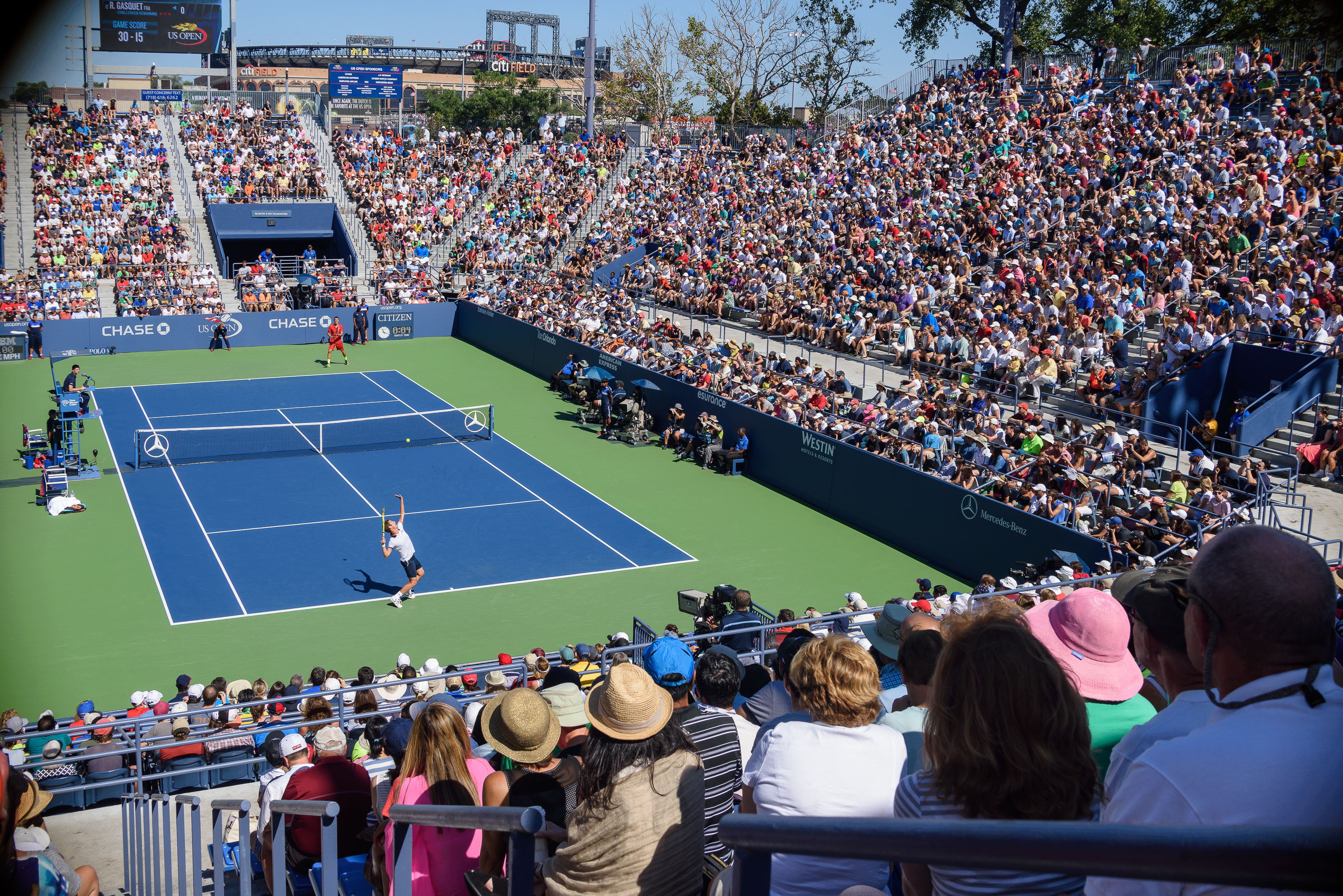
Utkání 3. kola dvouhry mezi vítězným Gasquetem a Tomicem na Grandstandu

135. ročník US Open se odehrával mezi 31. srpnem až 13. zářím 2015 v Národním tenisovém centru Billie Jean Kingové, ležícím v parku Corona Flushing Meadows newyorské čtvrti Queens. Probíhal na tvrdém polymethylmethakrylátovém povrchu DecoTurf. První ročník turnaje se v tomto areálu uskutečnil v roce 1978. Jako jediný z událostí velké čtyřky uplatnil tiebreak i v rozhodujících sadách zápasů.
Soutěže se konaly na 17 z celkového počtu 33 dvorců. Hlavním kurtem byl největší tenisový stadion světa Arthur Ashe Stadium s kapacitou 22 547 sedících diváků. V rámci inovace došlo k instalaci světelné tabule, LED osvětlení a zvukového systému. Druhý největší kurt pojmenovaný Louis Armstrong Stadium pojmul do svých ochozů 10 200 návštěvníků. Do třetí arény Grandstand Stadium se vtěsnalo okolo šesti tisíc diváků.
Jednalo se o poslední ročník US Open, a historicky také o poslední Grand Slam, bez zatahovací střechy. K sezóně 2016 byl stadion Arthura Ashe opatřen pojízdným střešním krytem a zcela nově vystavěna třetí aréna Grandstand. Po dvou předchozích ročnících, které dle harmonogramu trvaly 15 dní, došlo v roce 2015 k návratu na tradiční 14denní období, se završením ve druhou hrací neděli. Semifinále ženské dvouhry se dle plánu měla odehrát ve čtvrtek 10. září večer. Pro déšť však byla přesunuta na pátek, v němž předcházela semifinálovým duelům mužského singlu. Ty proběhly večer 11. září po skončení finále smíšené čtyřhry. V sobotu 12. září se nejdříve uskutečnilo finále mužského deblu a po něm zápas o titul v ženském singlu. Poslední hrací den, v neděli 13. září, došlo na finále ženské čtyřhry následované vyvrcholením mužské dvouhry v podání Djokoviće a Federera. Finále však bylo pozdrženo pro déšť. Místo šestnácté hodiny místního času proběhla první výměna až v 19:18 hodin.
Grandslam zahrnoval soutěže mužské i ženské dvouhry, mužskou, ženskou a smíšenou čtyřhru a soutěže juniorů do osmnácti let, které patřily do nejvyšší kategorie Grade A. Na turnaji se odehrávaly singlové a deblové soutěže vozíčkářů, včetně kvadruplegiků, jež probíhaly v rámci vozíčkářské UNIQLO Tour.
Konaly se také deblové události legend, do nichž nastoupilo osm mužů a osm žen, kteří v minulosti vyhráli grandslam. Uskutečnil se také exhibiční turnaj.
Vzhledem k tomu, že se Serena Williamsová mohla stát první držitelkou kalendářního Grand Slamu od roku 1988, kdy jej získala německá tenistka Steffi Grafová, i díky její šanci na vyrovnání rekordu Němky držící dvacet dva singlových titulů, bylo poprvé v historii US Open vyprodáno ženské finále dříve než mužské.

## Mediální pokrytí

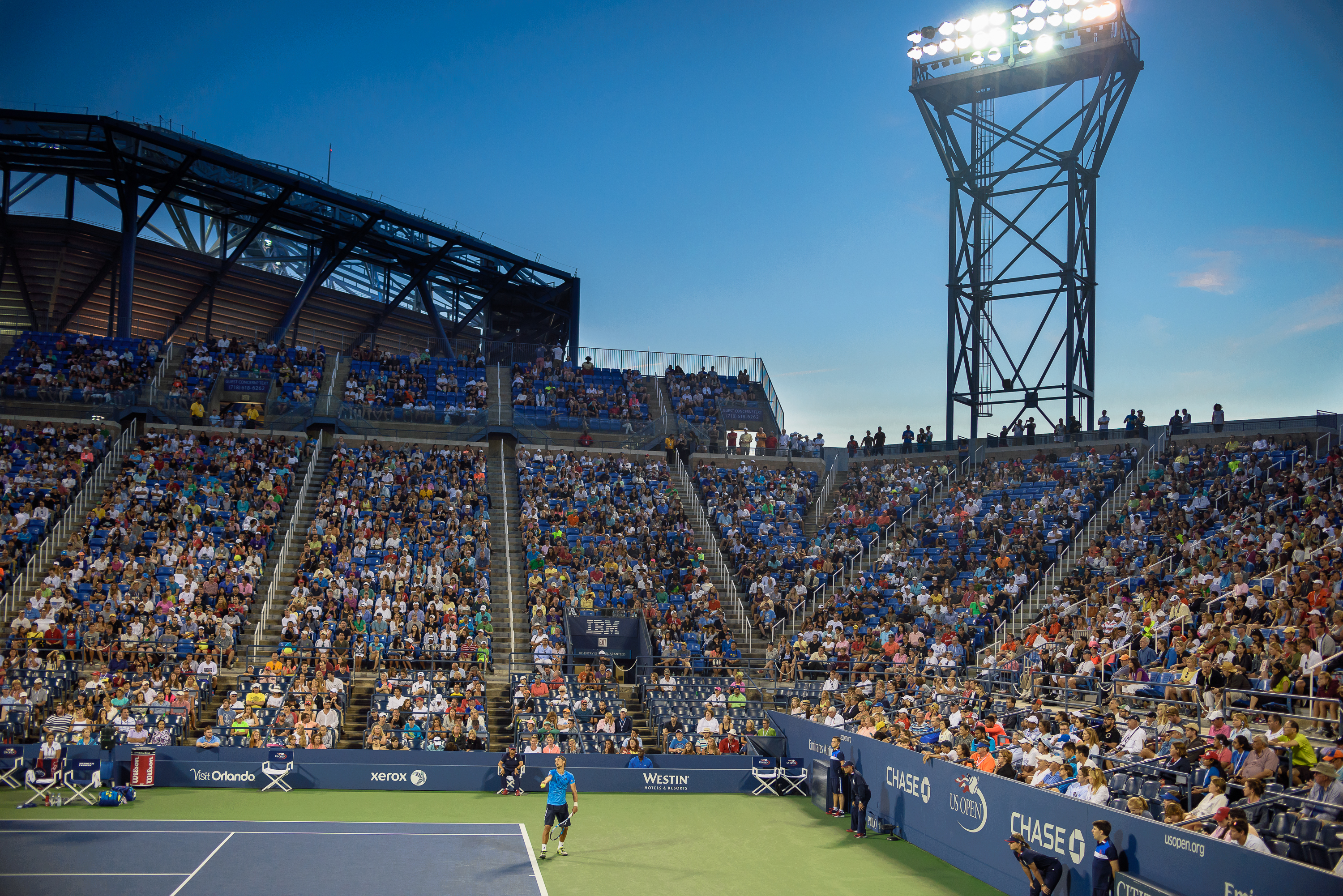
Wawrinka vyhrál ve 3. kole nad Bemelmansem na Louis Armstrong Stadium

Televizní přenos z grandslamu byl zprostředkován do více než 200 států světa. Ve Spojených státech měla na vysílací práva poprvé exkluzivitu kanál ESPN, který zajišťoval živé přenosy. Stanice CBS v roce 2014 ukončila 47leté držení práv na americké vysílání. V padesáti čtyřech zemích evropského kontinentu držel práva Eurosport. Signál navíc přenášel do čtrnácti asijských států. V Japonsku měl exkluzivní postavení satelitní program WOWOW, jenž s US Open spolupracuje od roku 1992. V Čínské lidové republice se jednalo o CCTV, v Indii o TEN Sports, na středním Východě o beIN Sports, ve Střední Americe, Karibiku a Jižní Americe pak o ESPN International. Kanadská vysílací práva vlastnil kanál The Sports Network, v severoafrickém regionu SuperSport, australská Fox Sports a konečně na Novém Zélandu stanice Sky Sports.
V ročníku 2015 byly živé přenosy poprvé v historii přenášeny z jedenácti dvorců (meziroční nárůst o čtyři kurty). Jednalo se o tři hlavní arény – Arthur Ashe Stadium, Louis Armstrong Stadium a Grandstand, a také kurty č. 4, 5, 6, 7, 10, 11, 13 a 17.

## Vítězové
V mužské dvouhře ve Flushing Meadows podruhé triumfoval první hráč světa Novak Djoković ze Srbska. Celkově vybojoval desátý grandslamový titul, třetí v kalendářním roce a padesátý pátý turnajový triumf na okruhu ATP Tour. Od čistého Grand Slamu jej dělil jediný zápas, a to finálová porážka s Wawrinkou na červnovém French Open. Po Laverovi (1969) a Federerovi (2006, 2007 a 2009) se stal třetím mužem otevřené éry, který si zahrál finále všech čtyř Grand Slamů v jediné sezóně.
Ženskou dvouhru opanovala 33letá Italka Flavia Pennettaová. Stala se tak první tenistkou v historii, která získala premiérový grandslam až po třicátém roce života. Již v průběhu turnaje byla rozhodnuta, že po skončení sezóny 2015 ukončí profesionální tenisovou kariéru.
Vítězem mužské čtyřhry se stal dvanáctý nasazený francouzský pár Pierre-Hugues Herbert a Nicolas Mahut. Oba šampioni dosáhli na premiérový grandslamový titul. Pro Mahuta se jednalo o jubilejní desáté turnajové vítězství ze čtyřhry na okruhu ATP Tour a pro Herberta to byla třetí taková deblová trofej.
Ženskou čtyřhru opanovala první nasazená dvojice Martina Hingisová ze Švýcarska a Sania Mirzaová z Indie. Obě šampiónky získaly druhý společný grandslamový titul. Pro Hingisovou to byl jedenáctý titul z této kategorie a popáté v kariéře získala dvě trofeje z jednoho grandslamu, Mirzaová zaznamenala druhý grandslamový triumf v ženské čtyřhře.
Smíšenou soutěž ovládla čtvrtá nasazená švýcarsko-indická dvojice Martina Hingisová a Leander Paes. Pro Hingisovou to byla premiérová trofej z mixu ve Flushing Meadows, první na US Open od roku 1998, a celkově čtvrtá v této kategorii. Paes na newyorských dvorcích triumfoval podruhé, když navázal na vavřín s Carou Blackovou z roku 2008 a úhrnem si připsal devátý titul ze smíšené čtyřhry. Tím se dostal do čela mužských statistik otevřené éry. Hingisová s Paesem se stali první dvojicí od roku 1969, která dokázala ovládnout tři ze čtyř Grand Slamů v kalendářním roce. V předchozí části sezóny již vyhráli Australian Open a Wimbledon.

### Galerie vítězů

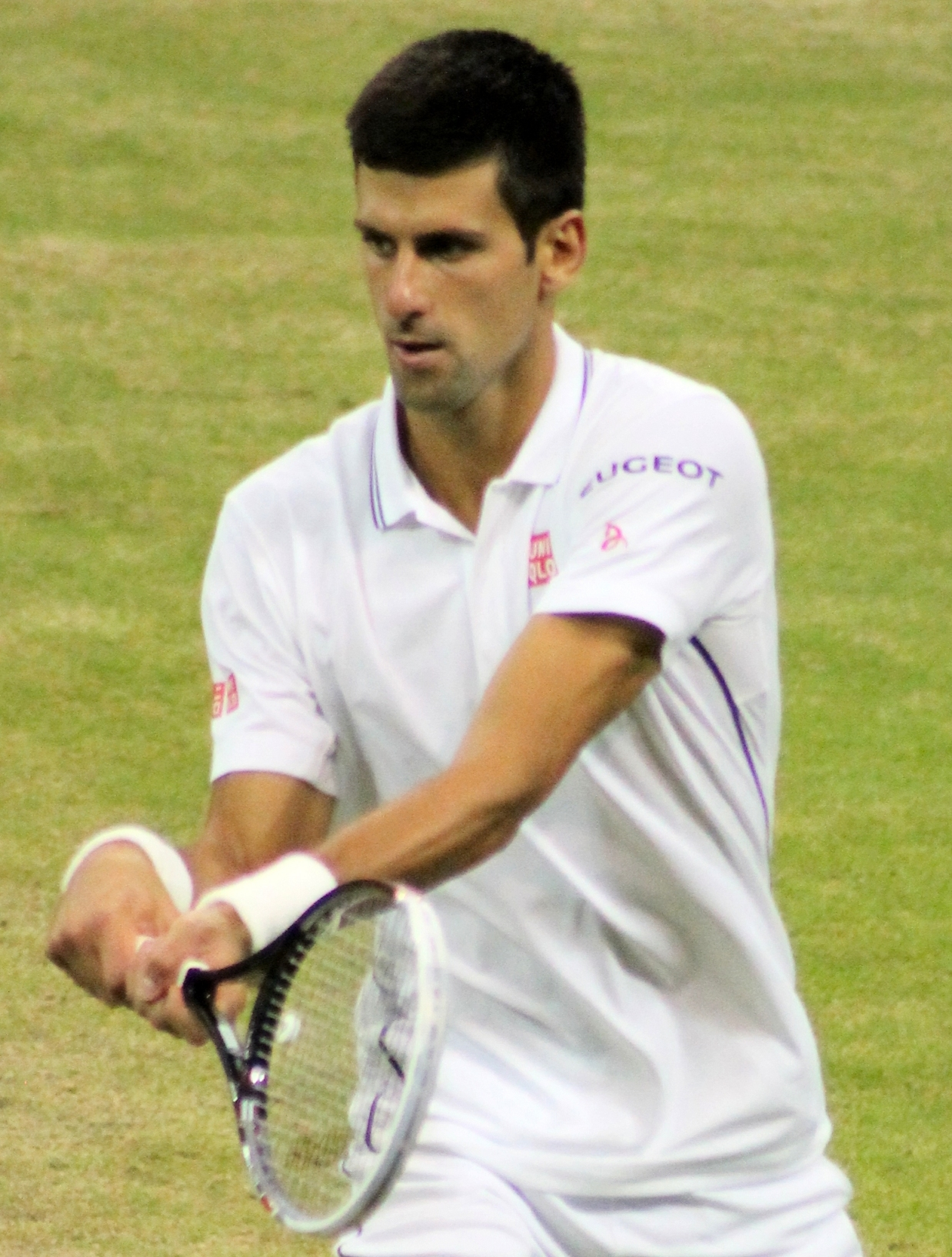
Novak Djoković mužská dvouhra
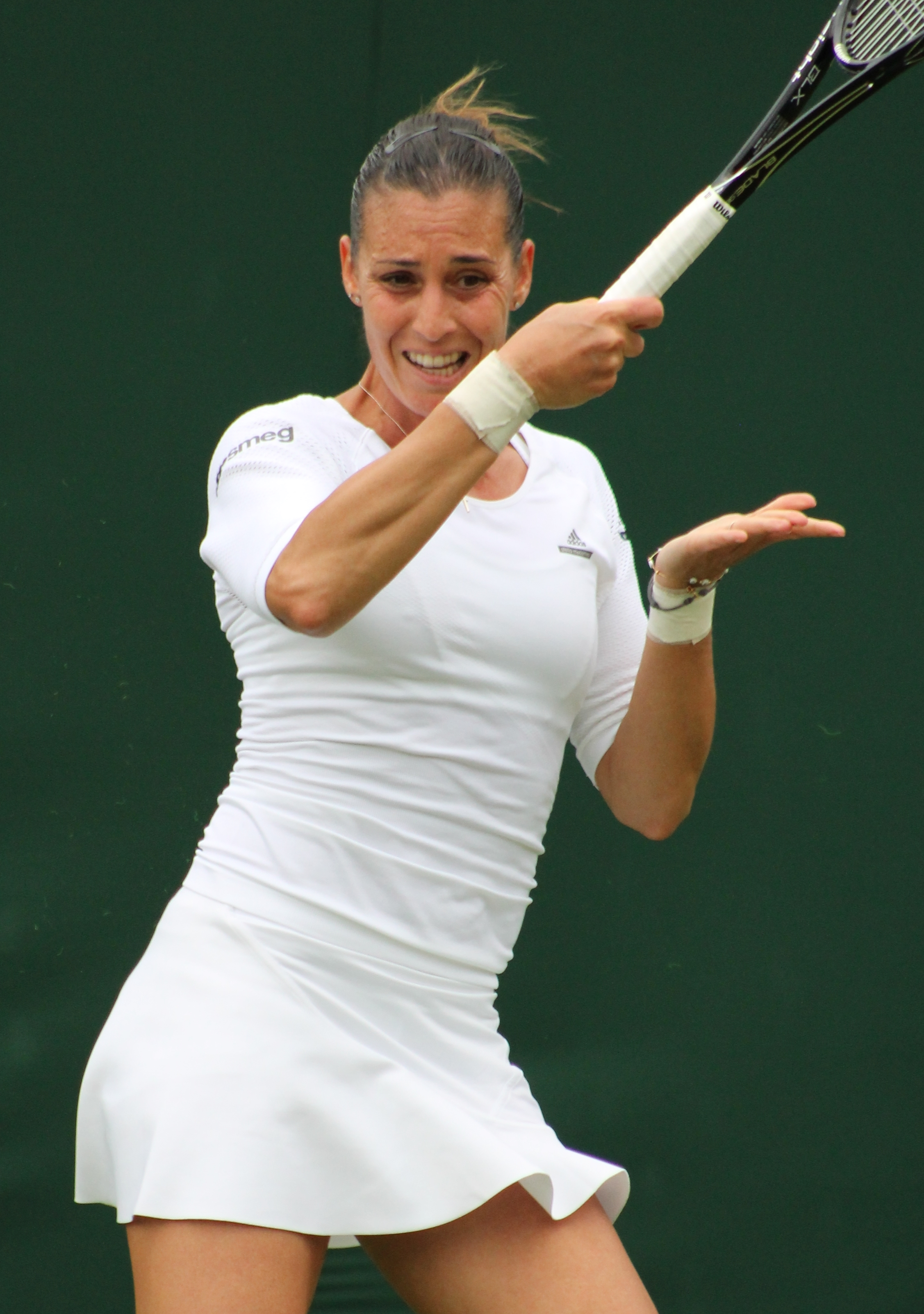
Flavia Pennettaová ženská dvouhra
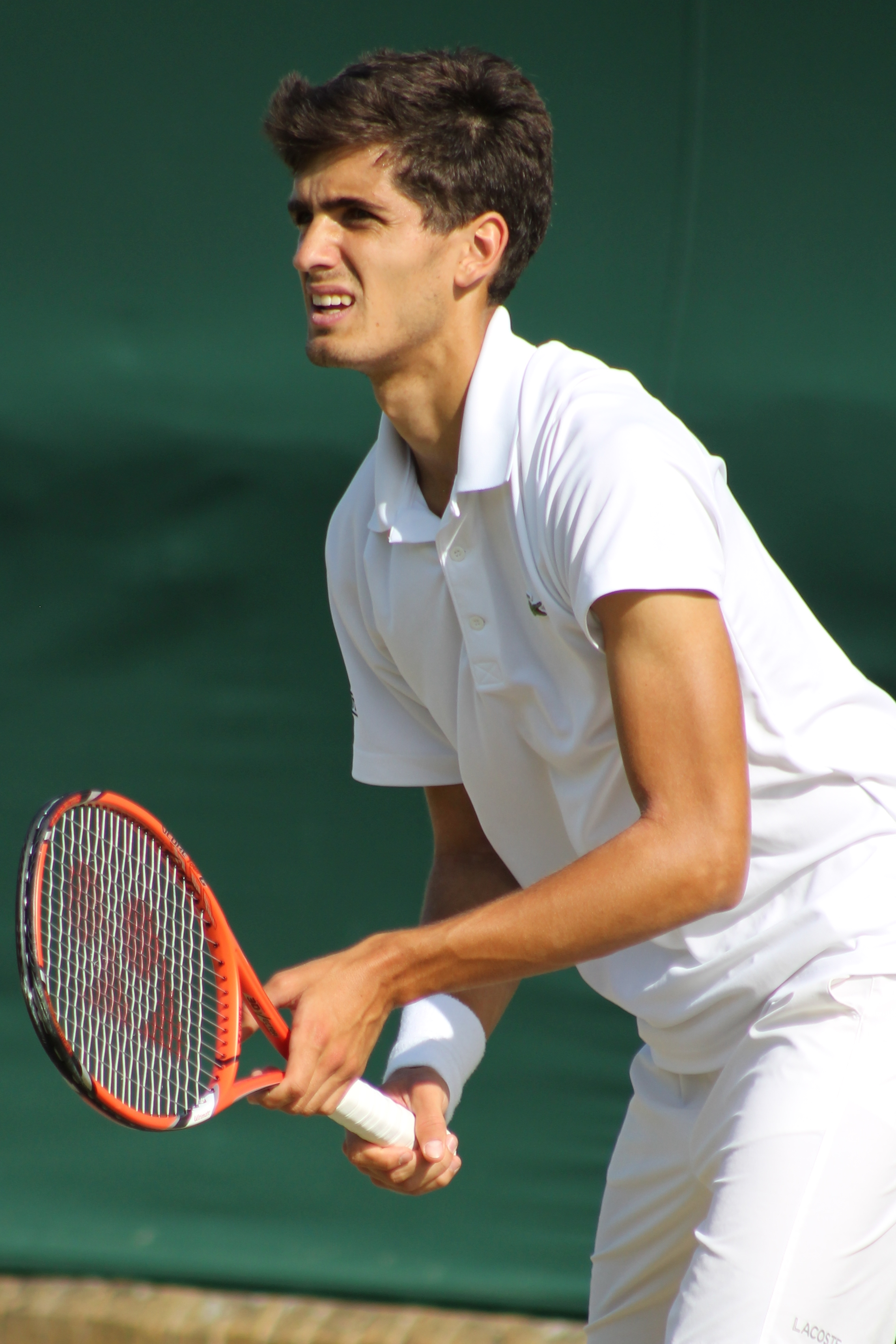
Pierre-Hugues Herbert mužská čtyřhra
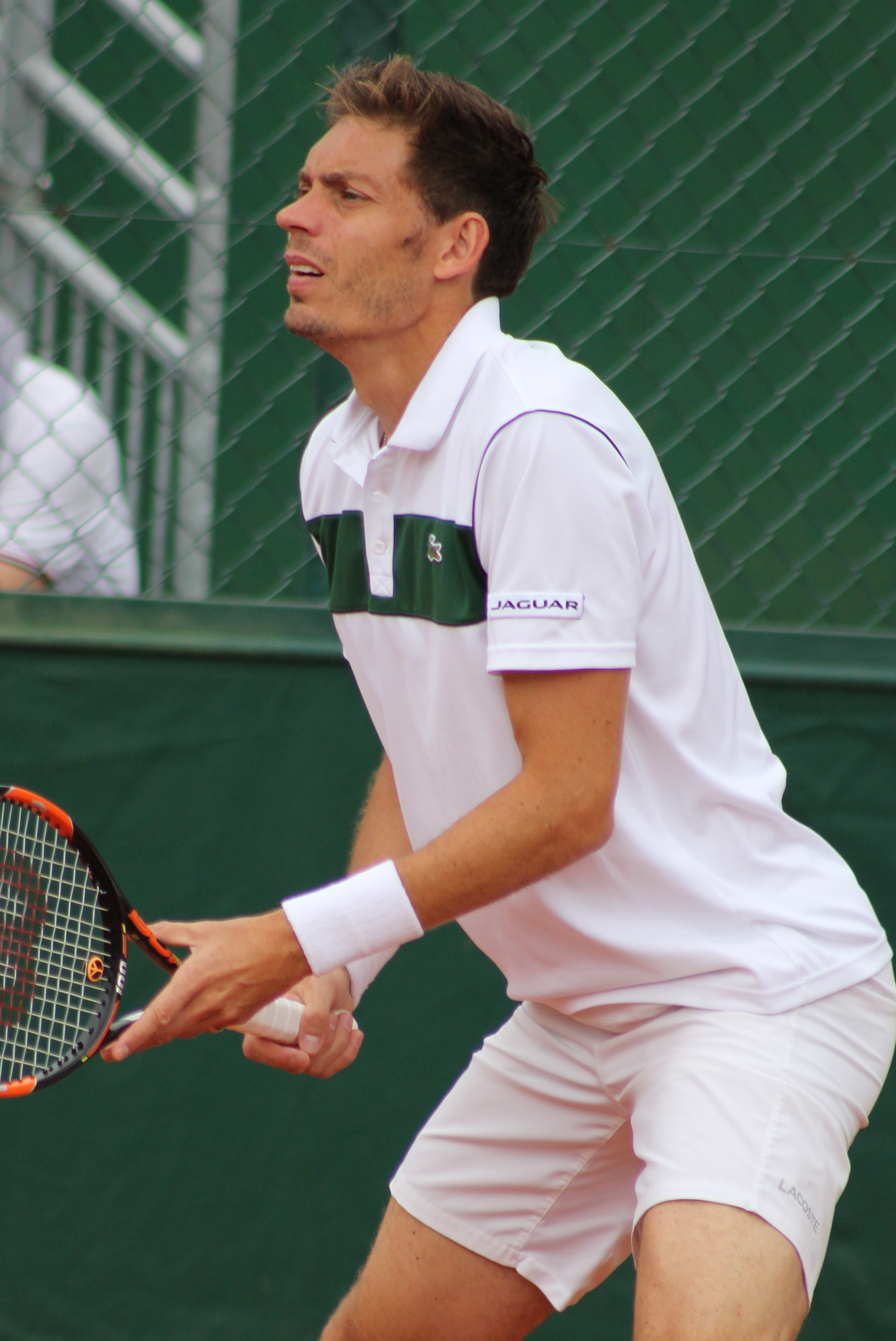
Nicolas Mahut mužská čtyřhra
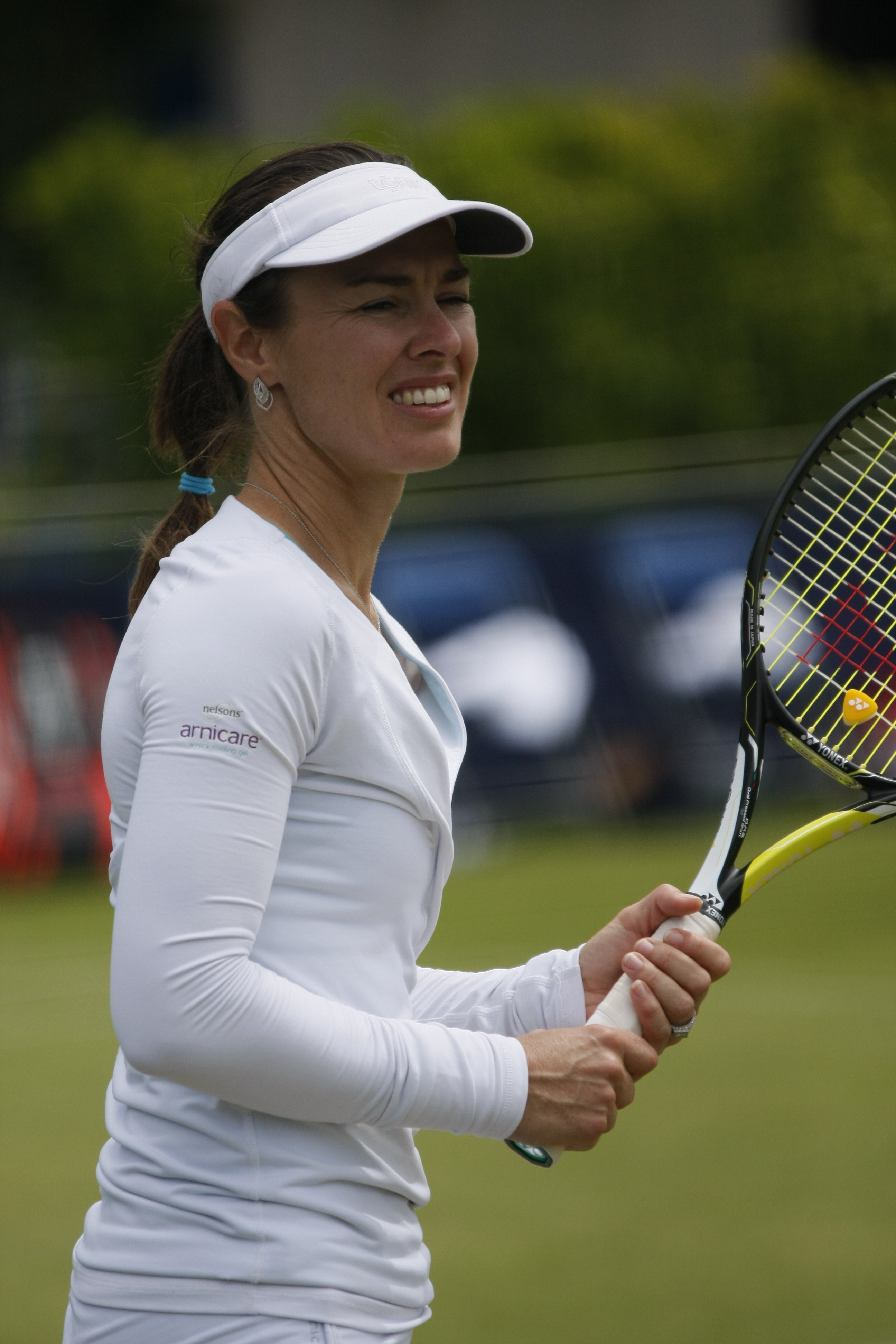
Martina Hingisová ženská čtyřhra
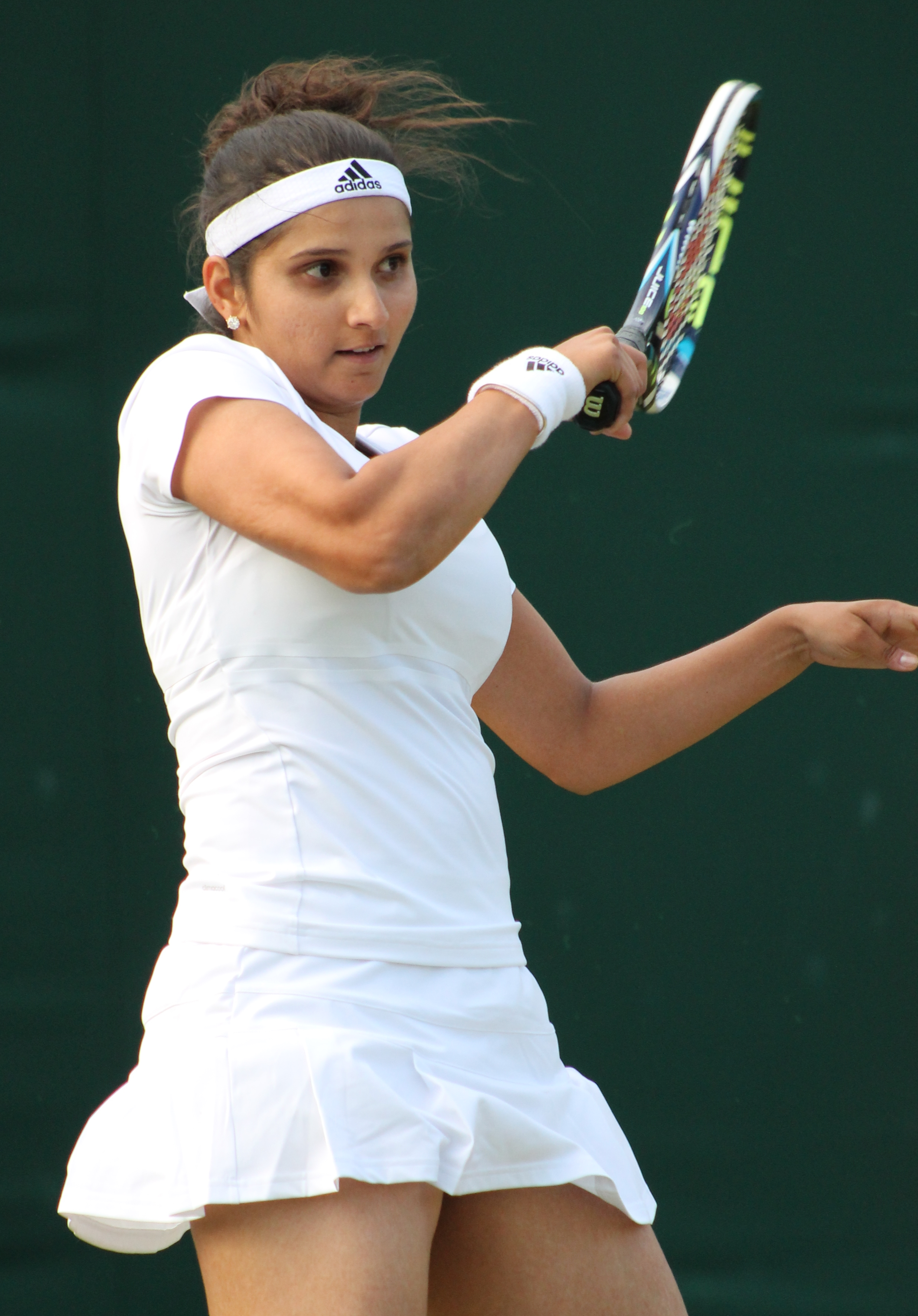
Sania Mirzaová ženská čtyřhra
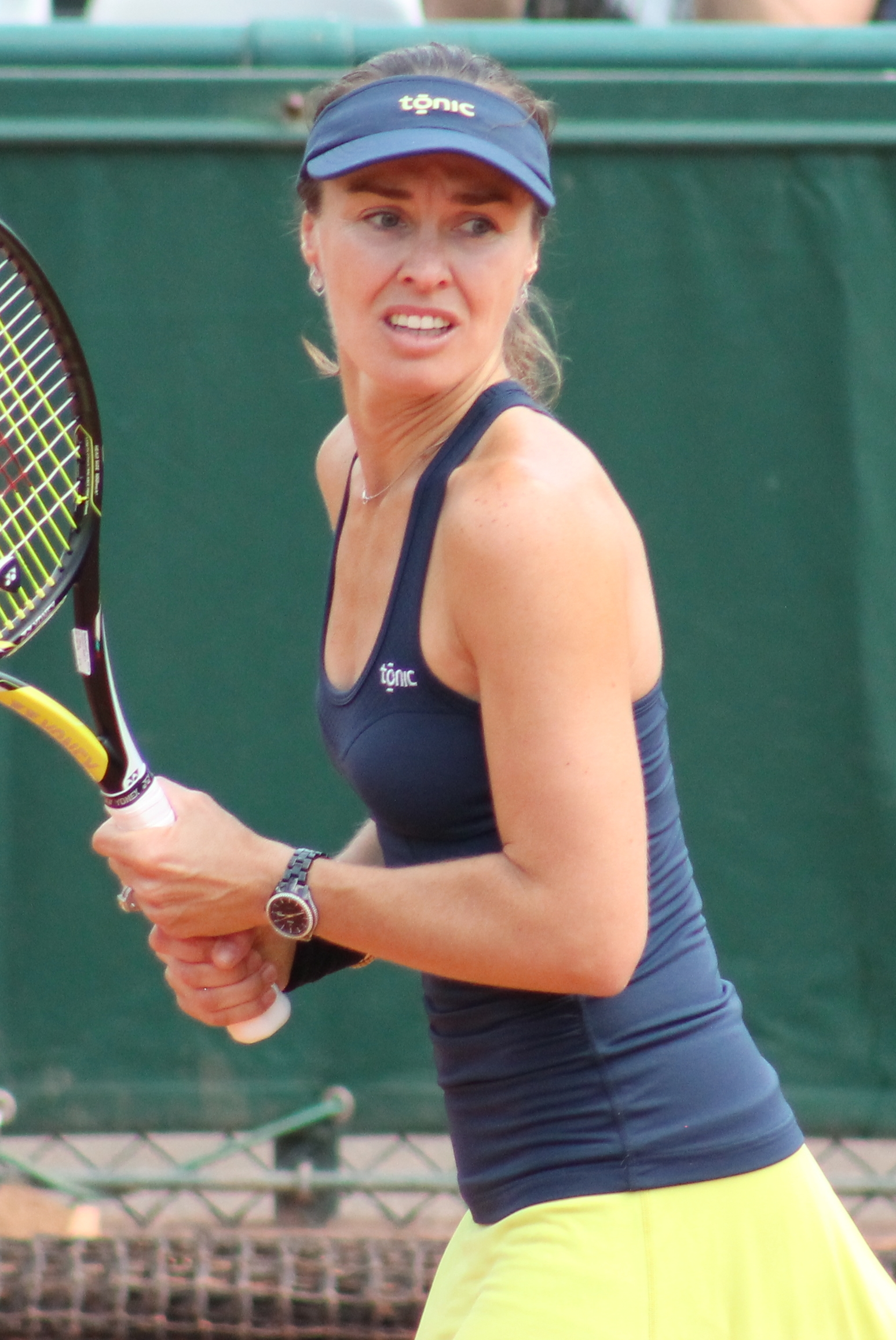
Martina Hingisová smíšená čtyřhra
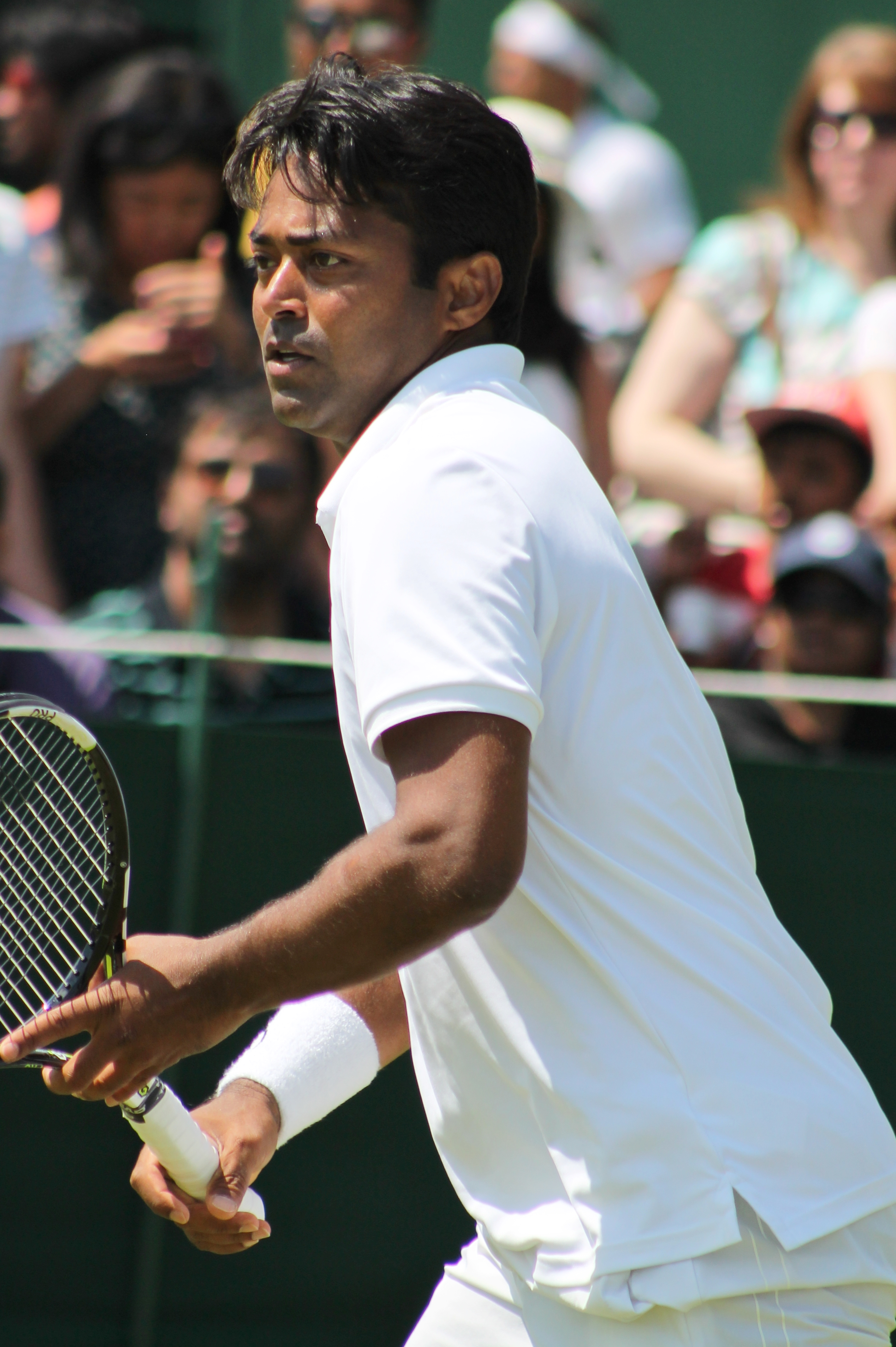
Leander Paes smíšená čtyřhra

## Statistiky
- Nejvíce es:  Marin Čilić – 115 /  Serena Williamsová – 54;[16]
- Nejrychlejší podání:  Milos Raonic – 237 km/h /  Serena Williamsová – 203 km/h;[16]
- Nejvíce dvojchyb:  Donald Young – 29 /  Kristina Mladenovicová – 27;[16]
- Nejlepší procentuální úspěšnost prvního podání:  Guido Pella – 71 z 97 (73 %) /  Zarina Dijasová – 60 ze 70 (86 %);[16]
- Nejvíce vyhraných míčů po prvním podání:  Sam Querrey – 52 ze 62 (84 %) /  Ana Konjuhová – 56 ze 68 (82 %);[16]
- Nejvíce zreturnovaných prvních podání:  Roger Federer – 148 /  Flavia Pennettaová – 121;[16]
- Nejvíce zreturnovaných druhých podání:  Novak Djoković – 169 /  Flavia Pennettaová – 120;[16]
- Nejlepší procentuální úspěšnost druhého podání:  Kei Nišikori – 36 z 51 (71 %) /  Kateryna Kozlovová – 17 z 27 (63 %);[16]
- Nejvíce zreturnovaných druhých podání:  Novak Djoković – 142 /  Flavia Pennettaová – 120;[16]
- Nejvíce proměněných brejkbolů:  Novak Djoković – 41 /  Flavia Pennettaová – 34;[16]
- Nejdelší výměny:
  - Nejdelší mužská výměna trvala 32 míčů a byla odehrána mezi Gaëlem Monfilsem a Illjou Marčenkem v úvodním kole za stavu 6–1, 1–1 a 15–0 z pohledu Monfilse, který výměnu vyhrál. Stejný počet 32 úderů měla i další výměna úvodního kola mezi Radu Albotem a Davidem Ferrerem za stavu 6–4 a 40–Ad z pohledu Albota, který výměnu prohrál.[16]
  - Nejdelší ženská výměna trvala 30 míčů a byla odehrána mezi Lesjou Curenkovou a Varvarou Lepčenkovou ve druhém kole v tiebreaku prvního setu za stavu 6–6, když Curenková výměnu vyhrála.[16]

## Dotace turnaje
Celkový základní rozpočet US Open 2015 činil 42 253 400 dolarů, což představovalo meziroční nárůst o 10,5 %. Pokud by maximálně uspěli v singlových soutěžích první tři muži a ženy v pořadí z Emirates Airline US Open Series 2015, pak by dotace dosáhla částky 45 milionů dolarů.
Samotné odměny tenistům (prize money), bez bonusů, představovaly ve dvouhrách 33 017 800 dolarů plus 1 760 000 dolarů rozdělených v kvalifikacích. V mužské a ženské čtyřhře se jednalo o částku 4 927 600 dolarů na dvojici a v mixu si páry připsaly 500 000 dolarů. V soutěžích legend, exhibici a na turnaji vozíčkářů se hrálo o úhrnnou sumu 570 000 dolarů. Bonusy tenistům na den činily cca 1 478 000 dolarů.
Vítězové mužské a ženské dvouhry si odvezli částku 3 300 000 dolarů. Djoković získal navíc prémii půl milionu dolarů za 2. místo v sérii US Open.

### US Open
| Soutěž                                                                   | vítězové   | finalisté  | semifinalisté | čtvrtfinalisté | 16 v kole | 32 v kole | 64 v kole | 128 v kole | Q3      | Q2      | Q1     |
| ------------------------------------------------------------------------ | ---------- | ---------- | ------------- | -------------- | --------- | --------- | --------- | ---------- | ------- | ------- | ------ |
| dvouhry                                                                  | $3 300 000 | $1 600 000 | $805 000      | $410 975       | $213 575  | $120 200  | $68 600   | $39 500    | $15 000 | $10 000 | $5 000 |
| čtyřhry                                                                  | $570 000   | $275 000   | $133 150      | $67 675        | $35 025   | $21 700   | $14 200   | —          | —       | —       | —      |
| mix                                                                      | $150 000   | $70 000    | $30 000       | $15 000        | $10 000   | $5 000    | —         | —          | —       | —       |        |
| Částky jsou uváděny v amerických dolarech a v deblových soutěžích na pár |            |            |               |                |           |           |           |            |         |         |        |

### Bonusové finanční prémie
Tenisté a tenistky, kteří se umístili na prvních třech místech dvouhry v turnajích Emirates Airline US Open Series 2015 získají finanční prémii podle dosaženého výsledku na grandslamu.
| US Open 2015     | Emirates Airline US Open Series 2015 | Emirates Airline US Open Series 2015 | Emirates Airline US Open Series 2015 | Emirates Airline US Open Series 2015 | Emirates Airline US Open Series 2015 | Emirates Airline US Open Series 2015 |
| US Open 2015     | 1. místo                             | 1. místo                             | 2. místo                             | 2. místo                             | 3. místo                             | 3. místo                             |
| ---------------- | ------------------------------------ | ------------------------------------ | ------------------------------------ | ------------------------------------ | ------------------------------------ | ------------------------------------ |
| vítěz            | $1 000 000                           | $1 000 000                           | $500 000                             | $500 000                             | $250 000                             | $250 000                             |
| finalista        | $500 000                             | $500 000                             | $250 000                             | $250 000                             | $125 000                             | $125 000                             |
| semifinalista    | $250 000                             | $250 000                             | $125 000                             | $125 000                             | $62 500                              | $62 500                              |
| čtvrtfinalista   | $125 000                             | $125 000                             | $62 500                              | $62 500                              | $31 250                              | $31 250                              |
| 16 hráčů v kole  | $70 000                              | $70 000                              | $35 000                              | $35 000                              | $17 500                              | $17 500                              |
| 32 hráčů v kole  | $40 000                              | $40 000                              | $20 000                              | $20 000                              | $10 000                              | $10 000                              |
| 64 hráčů v kole  | $25 000                              | $25 000                              | $12 500                              | $12 500                              | $6 250                               | $6 250                               |
| 128 hráčů v kole | $15 000                              | $15 000                              | $7 500                               | $7 500                               | $3 750                               | $3 750                               |
| Výše bonusu      | Andy Murray                          | 70 000 $                             | Novak Djoković                       | 500 000 $                            | John Isner                           | 17 500 $                             |
| Výše bonusu      | Karolína Plíšková                    | 15 000 $                             | Serena Williamsová                   | 125 000 $                            | Simona Halepová                      | 62 500 $                             |

## Body do žebříčků ATP a WTA
Tabulka uvádí zisk bodů do žebříčku ATP a WTA v závislosti na kole turnaje, ve kterém tenista vypadl.
| Dospělí               | Dospělí  | Dospělí   | Dospělí       | Dospělí        | Dospělí   | Dospělí   | Dospělí   | Dospělí    | Dospělí | Dospělí | Dospělí | Dospělí |
| Soutěž                | vítězové | finalisté | semifinalisté | čtvrtfinalisté | 16 v kole | 32 v kole | 64 v kole | 128 v kole | Q       | Q3      | Q2      | Q1      |
| --------------------- | -------- | --------- | ------------- | -------------- | --------- | --------- | --------- | ---------- | ------- | ------- | ------- | ------- |
| dvouhra mužů          | 2000     | 1200      | 720           | 360            | 180       | 90        | 45        | 10         | 25      | 16      | 8       | 0       |
| čtyřhra mužů          | 2000     | 1200      | 720           | 360            | 180       | 90        | 0         | N/A        | N/A     | N/A     | N/A     | N/A     |
| dvouhra žen           | 2000     | 1300      | 780           | 430            | 240       | 130       | 70        | 10         | 40      | 30      | 20      | 2       |
| čtyřhra žen           | 2000     | 1300      | 780           | 430            | 240       | 130       | 10        | N/A        | N/A     | N/A     | N/A     | N/A     |
| Junioři               |          |           |               |                |           |           |           |            |         |         |         |         |
|                       | vítězové | finalisté | semifinalisté | čtvrtfinalisté | 16 v kole | 32 v kole | Q         | Q3         | N/A     | N/A     | N/A     | N/A     |
| dvouhra juniorů       | 375      | 270       | 180           | 120            | 75        | 30        | 25        | 20         | N/A     | N/A     | N/A     | N/A     |
| dvouhra juniorek      | 375      | 270       | 180           | 120            | 75        | 30        | 25        | 20         | N/A     | N/A     | N/A     | N/A     |
| čtyřhra juniorů       | 270      | 180       | 120           | 75             | 45        | N/A       | N/A       | N/A        | N/A     | N/A     | N/A     | N/A     |
| čtyřhra juniorek      | 270      | 180       | 120           | 75             | 45        | N/A       | N/A       | N/A        | N/A     | N/A     | N/A     | N/A     |
| Vozíčkáři             |          |           |               |                |           |           |           |            |         |         |         |         |
|                       | vítězové | finalisté | semifinalisté | čtvrtfinalisté | N/A       | N/A       | N/A       | N/A        | N/A     | N/A     | N/A     | N/A     |
| dvouhra               | 800      | 500       | 375           | 100            | N/A       | N/A       | N/A       | N/A        | N/A     | N/A     | N/A     | N/A     |
| čtyřhra               | 800      | 500       | 100           | —              | N/A       | N/A       | N/A       | N/A        | N/A     | N/A     | N/A     | N/A     |
| dvouhra kvadroplegiků | 800      | 500       | 100           | —              | N/A       | N/A       | N/A       | N/A        | N/A     | N/A     | N/A     | N/A     |
| čtyřhra kvadroplegiků | 800      | 100       | —             | —              | N/A       | N/A       | N/A       | N/A        | N/A     | N/A     | N/A     | N/A     |

## Odhlášení tenisté

### Muži
| Žebříček | hráč             | body  | obhajoval bodů | zisk bodů | body po turnaji | odstoupil pro |
| -------- | ---------------- | ----- | -------------- | --------- | --------------- | ------------- |
| 43.      | Juan Mónaco      | 1 020 | 10             | 0         | 1 010           |               |
| 124.     | Julien Benneteau | 450   | 10             | 0         | 440             |               |

### Ženy
| Žebříček | hráčka           | body  | obhajovala bodů | zisk bodů | body po turnaji | odstoupila pro     |
| -------- | ---------------- | ----- | --------------- | --------- | --------------- | ------------------ |
| 3.       | Maria Šarapovová | 6 035 | 240             | 0         | 5 795           | zranění pravé nohy |
| 39.      | Pcheng Šuaj      | 1 362 | 780             | 0         | 582             |                    |

## Dospělí

### Dvouhra mužů
|  | Čtvrtfinále | Čtvrtfinále     | Čtvrtfinále   | Čtvrtfinále   | Čtvrtfinále | Čtvrtfinále | Čtvrtfinále        |               |                | Semifinále | Semifinále | Semifinále | Semifinále | Semifinále | Semifinále | Semifinále |  |  | Finále | Finále         | Finále | Finále | Finále | Finále | Finále |
|  |             |                 |               |               |             |             |                    |               |                |            |            |            |            |            |            |            |  |  |        |                |        |        |        |        |        |
|  | 1           | Novak Djoković  | 6             | 3             | 6           | 7           |                    |               |                |            |            |            |            |            |            |            |  |  |        |                |        |        |        |        |        |
|  | 18          | Feliciano López | 1             | 6             | 3           | 62          |                    |               |                |            |            |            |            |            |            |            |  |  |        |                |        |        |        |        |        |
|  | 18          | Feliciano López | 1             | 6             | 3           | 62          |                    | 1             | Novak Djoković | 6          | 6          | 6          |            |            |            |            |  |  |        |                |        |        |        |        |        |
|  |             |                 |               |               |             |             |                    | 1             | Novak Djoković | 6          | 6          | 6          |            |            |            |            |  |  |        |                |        |        |        |        |        |
|  |             | 9               | Marin Čilić   | 0             | 1           | 2           |                    |               |                |            |            |            |            |            |            |            |  |  |        |                |        |        |        |        |        |
|  | 19          | 9               | Marin Čilić   | 0             | 1           | 2           | Jo-Wilfried Tsonga | 4             | 4              | 6          | 7          | 4          |            |            |            |            |  |  |        |                |        |        |        |        |        |
|  | 19          |                 |               |               |             |             | Jo-Wilfried Tsonga | 4             | 4              | 6          | 7          | 4          |            |            |            |            |  |  |        |                |        |        |        |        |        |
|  | 9           | Marin Čilić     | 6             | 6             | 3           | 63          | 6                  |               |                |            |            |            |            |            |            |            |  |  |        |                |        |        |        |        |        |
|  |             |                 |               |               |             |             |                    |               |                |            |            |            |            |            |            |            |  |  | 1      | Novak Djoković | 6      | 5      | 6      | 6      |        |
|  |             |                 | 2             | Roger Federer | 4           | 7           | 4                  | 4             |                |            |            |            |            |            |            |            |  |  |        |                |        |        |        |        |        |
|  | 5           | Stan Wawrinka   | 6             | 6             | 6           |             |                    |               |                |            |            |            |            |            |            |            |  |  |        |                |        |        |        |        |        |
|  | 15          | Kevin Anderson  | 4             | 4             | 0           |             |                    |               |                |            |            |            |            |            |            |            |  |  |        |                |        |        |        |        |        |
|  | 15          | Kevin Anderson  | 4             | 4             | 0           |             | 5                  | Stan Wawrinka | 4              | 3          | 1          |            |            |            |            |            |  |  |        |                |        |        |        |        |        |
|  |             |                 |               |               |             |             |                    | Stan Wawrinka | 4              | 3          | 1          |            |            |            |            |            |  |  |        |                |        |        |        |        |        |
|  |             | 2               | Roger Federer | 6             | 6           | 6           |                    |               |                |            |            |            |            |            |            |            |  |  |        |                |        |        |        |        |        |
|  | 12          | 2               | Roger Federer | 6             | 6           | 6           | Richard Gasquet    | 3             | 3              | 1          |            |            |            |            |            |            |  |  |        |                |        |        |        |        |        |
|  | 12          |                 |               |               |             |             | Richard Gasquet    | 3             | 3              | 1          |            |            |            |            |            |            |  |  |        |                |        |        |        |        |        |
|  | 2           | Roger Federer   | 6             | 6             | 6           |             |                    |               |                |            |            |            |            |            |            |            |  |  |        |                |        |        |        |        |        |

### Dvouhra žen
|  | Čtvrtfinále | Čtvrtfinále            | Čtvrtfinále        | Čtvrtfinále | Čtvrtfinále |                     |    | Semifinále         | Semifinále       | Semifinále | Semifinále | Semifinále |  |  | Finále | Finále | Finále | Finále | Finále |
|  |             |                        |                    |             |             |                     |    |                    |                  |            |            |            |  |  |        |        |        |        |        |
|  | 1           | Serena Williamsová     | 6                  | 1           | 6           |                     |    |                    |                  |            |            |            |  |  |        |        |        |        |        |
|  | 23          | Venus Williamsová      | 2                  | 6           | 3           |                     |    |                    |                  |            |            |            |  |  |        |        |        |        |        |
|  | 23          | Venus Williamsová      | 2                  | 6           | 3           |                     | 1  | Serena Williamsová | 6                | 4          | 4          |            |  |  |        |        |        |        |        |
|  |             |                        |                    |             |             |                     | 1  | Serena Williamsová | 6                | 4          | 4          |            |  |  |        |        |        |        |        |
|  |             |                        | Roberta Vinciová   | 2           | 6           | 6                   |    |                    |                  |            |            |            |  |  |        |        |        |        |        |
|  |             | Kristina Mladenovicová | Roberta Vinciová   | 2           | 6           | 6                   | 3  | 7                  | 4                |            |            |            |  |  |        |        |        |        |        |
|  |             | Kristina Mladenovicová |                    |             |             |                     | 3  | 7                  | 4                |            |            |            |  |  |        |        |        |        |        |
|  |             | Roberta Vinciová       | 6                  | 5           | 6           |                     |    |                    |                  |            |            |            |  |  |        |        |        |        |        |
|  |             |                        |                    |             |             |                     |    |                    | Roberta Vinciová | 64         | 2          |            |  |  |        |        |        |        |        |
|  |             |                        |                    |             |             |                     |    |                    |                  |            |            |            |  |  |        |        |        |        |        |
|  |             | 26                     | Flavia Pennettaová | 7           | 6           |                     |    |                    |                  |            |            |            |  |  |        |        |        |        |        |
|  | 5           | 26                     | Flavia Pennettaová | 7           | 6           | Petra Kvitová       | 6  | 4                  | 2                |            |            |            |  |  |        |        |        |        |        |
|  | 5           |                        |                    |             |             | Petra Kvitová       | 6  | 4                  | 2                |            |            |            |  |  |        |        |        |        |        |
|  | 26          | Flavia Pennettaová     | 4                  | 6           | 6           |                     |    |                    |                  |            |            |            |  |  |        |        |        |        |        |
|  | 26          | Flavia Pennettaová     | 4                  | 6           | 6           |                     | 26 | Flavia Pennettaová | 6                | 6          |            |            |  |  |        |        |        |        |        |
|  |             |                        |                    |             |             |                     | 26 | Flavia Pennettaová | 6                | 6          |            |            |  |  |        |        |        |        |        |
|  |             | 2                      | Simona Halepová    | 1           | 3           |                     |    |                    |                  |            |            |            |  |  |        |        |        |        |        |
|  | 20          | 2                      | Simona Halepová    | 1           | 3           | Viktoria Azarenková | 3  | 6                  | 4                |            |            |            |  |  |        |        |        |        |        |
|  | 20          |                        |                    |             |             | Viktoria Azarenková | 3  | 6                  | 4                |            |            |            |  |  |        |        |        |        |        |
|  | 2           | Simona Halepová        | 6                  | 4           | 6           |                     |    |                    |                  |            |            |            |  |  |        |        |        |        |        |

### Čtyřhra mužů
|  | Čtvrtfinále | Čtvrtfinále                     | Čtvrtfinále                         | Čtvrtfinále | Čtvrtfinále |                                     |                                     | Semifinále | Semifinále | Semifinále | Semifinále | Semifinále |   |                         | Finále | Finále | Finále | Finále | Finále |
|  |             |                                 |                                     |             |             |                                     |                                     |            |            |            |            |            |   |                         |        |        |        |        |        |
|  |             | Steve Johnson Sam Querrey       | 6                                   | 6           |             |                                     |                                     |            |            |            |            |            |   |                         |        |        |        |        |        |
|  |             | Leonardo Mayer João Sousa       | 3                                   | 4           |             |                                     |                                     |            |            |            |            |            |   |                         |        |        |        |        |        |
|  |             | Leonardo Mayer João Sousa       | 3                                   | 4           |             | Steve Johnson Sam Querrey           | 4                                   | 7          | 67         |            |            |            |   |                         |        |        |        |        |        |
|  |             |                                 |                                     |             |             |                                     | 4                                   | 7          | 67         |            |            |            |   |                         |        |        |        |        |        |
|  |             | 8                               | Jamie Murray John Peers             | 6           | 62          | 79                                  |                                     |            |            |            |            |            |   |                         |        |        |        |        |        |
|  | 4           | 8                               | Jamie Murray John Peers             | 6           | 62          | 79                                  | Marcin Matkowski Nenad Zimonjić     | 6          | 3          | 64         |            |            |   |                         |        |        |        |        |        |
|  | 4           |                                 |                                     |             |             |                                     | Marcin Matkowski Nenad Zimonjić     | 6          | 3          | 64         |            |            |   |                         |        |        |        |        |        |
|  | 8           | Jamie Murray John Peers         | 3                                   | 6           | 7           |                                     |                                     |            |            |            |            |            |   |                         |        |        |        |        |        |
|  | 8           | Jamie Murray John Peers         | 3                                   | 6           | 7           |                                     |                                     |            |            |            |            |            | 8 | Jamie Murray John Peers | 4      | 4      |        |        |        |
|  |             |                                 |                                     |             |             |                                     |                                     |            |            |            |            |            |   | Jamie Murray John Peers | 4      | 4      |        |        |        |
|  |             | 12                              | Pierre-Hugues Herbert Nicolas Mahut | 6           | 6           |                                     |                                     |            |            |            |            |            |   |                         |        |        |        |        |        |
|  | 12          | 12                              | Pierre-Hugues Herbert Nicolas Mahut | 6           | 6           | Pierre-Hugues Herbert Nicolas Mahut | 7                                   | 6          |            |            |            |            |   |                         |        |        |        |        |        |
|  | 12          |                                 |                                     |             |             | Pierre-Hugues Herbert Nicolas Mahut | 7                                   | 6          |            |            |            |            |   |                         |        |        |        |        |        |
|  | 3           | Jean-Julien Rojer Horia Tecău   | 65                                  | 4           |             |                                     |                                     |            |            |            |            |            |   |                         |        |        |        |        |        |
|  | 3           | Jean-Julien Rojer Horia Tecău   | 65                                  | 4           |             | 12                                  | Pierre-Hugues Herbert Nicolas Mahut | 7          | 6          |            |            |            |   |                         |        |        |        |        |        |
|  |             |                                 |                                     |             |             |                                     | Pierre-Hugues Herbert Nicolas Mahut | 7          | 6          |            |            |            |   |                         |        |        |        |        |        |
|  |             |                                 | Dominic Inglot Robert Lindstedt     | 5           | 2           |                                     |                                     |            |            |            |            |            |   |                         |        |        |        |        |        |
|  | 6           | Rohan Bopanna Florin Mergea     | Dominic Inglot Robert Lindstedt     | 5           | 2           | 62                                  | 3                                   |            |            |            |            |            |   |                         |        |        |        |        |        |
|  | 6           | Rohan Bopanna Florin Mergea     |                                     |             |             | 62                                  | 3                                   |            |            |            |            |            |   |                         |        |        |        |        |        |
|  |             | Dominic Inglot Robert Lindstedt | 7                                   | 6           |             |                                     |                                     |            |            |            |            |            |   |                         |        |        |        |        |        |

### Čtyřhra žen
|  | Čtvrtfinále | Čtvrtfinále                               | Čtvrtfinále                               | Čtvrtfinále | Čtvrtfinále |                                               |                                  | Semifinále                            | Semifinále | Semifinále | Semifinále | Semifinále |   |                                  | Finále | Finále | Finále | Finále | Finále |
|  |             |                                           |                                           |             |             |                                               |                                  |                                       |            |            |            |            |   |                                  |        |        |        |        |        |
|  | 1           | Martina Hingisová Sania Mirzaová          | 7                                         | 6           |             |                                               |                                  |                                       |            |            |            |            |   |                                  |        |        |        |        |        |
|  | 9           | Čan Chao-čching Čan Jung-žan              | 65                                        | 1           |             |                                               |                                  |                                       |            |            |            |            |   |                                  |        |        |        |        |        |
|  | 9           | Čan Chao-čching Čan Jung-žan              | 65                                        | 1           |             | 1                                             | Martina Hingisová Sania Mirzaová | 6                                     | 6          |            |            |            |   |                                  |        |        |        |        |        |
|  |             |                                           |                                           |             |             |                                               | Martina Hingisová Sania Mirzaová | 6                                     | 6          |            |            |            |   |                                  |        |        |        |        |        |
|  |             | 11                                        | Sara Erraniová Flavia Pennettaová         | 4           | 1           |                                               |                                  |                                       |            |            |            |            |   |                                  |        |        |        |        |        |
|  | 15          | 11                                        | Sara Erraniová Flavia Pennettaová         | 4           | 1           | Lara Arruabarrenová Andreja Klepačová         | 0                                | 7                                     | 2          |            |            |            |   |                                  |        |        |        |        |        |
|  | 15          |                                           |                                           |             |             | Lara Arruabarrenová Andreja Klepačová         | 0                                | 7                                     | 2          |            |            |            |   |                                  |        |        |        |        |        |
|  | 11          | Sara Erraniová Flavia Pennettaová         | 6                                         | 5           | 6           |                                               |                                  |                                       |            |            |            |            |   |                                  |        |        |        |        |        |
|  | 11          | Sara Erraniová Flavia Pennettaová         | 6                                         | 5           | 6           |                                               |                                  |                                       |            |            |            |            | 1 | Martina Hingisová Sania Mirzaová | 6      | 6      |        |        |        |
|  |             |                                           |                                           |             |             |                                               |                                  |                                       |            |            |            |            |   | Martina Hingisová Sania Mirzaová | 6      | 6      |        |        |        |
|  |             | 4                                         | Casey Dellacquová Jaroslava Švedovová     | 3           | 3           |                                               |                                  |                                       |            |            |            |            |   |                                  |        |        |        |        |        |
|  | 12          | 4                                         | Casey Dellacquová Jaroslava Švedovová     | 3           | 3           | Alla Kudrjavcevová Anastasija Pavljučenkovová | 2                                | 6                                     | 3          |            |            |            |   |                                  |        |        |        |        |        |
|  | 12          |                                           |                                           |             |             | Alla Kudrjavcevová Anastasija Pavljučenkovová | 2                                | 6                                     | 3          |            |            |            |   |                                  |        |        |        |        |        |
|  | 4           | Casey Dellacquová Jaroslava Švedovová     | 6                                         | 2           | 6           |                                               |                                  |                                       |            |            |            |            |   |                                  |        |        |        |        |        |
|  | 4           | Casey Dellacquová Jaroslava Švedovová     | 6                                         | 2           | 6           |                                               | 4                                | Casey Dellacquová Jaroslava Švedovová | 63         | 7          | 7          |            |   |                                  |        |        |        |        |        |
|  |             |                                           |                                           |             |             |                                               | 4                                | Casey Dellacquová Jaroslava Švedovová | 63         | 7          | 7          |            |   |                                  |        |        |        |        |        |
|  |             |                                           | Anna-Lena Grönefeldová Coco Vandewegheová | 7           | 5           | 5                                             |                                  |                                       |            |            |            |            |   |                                  |        |        |        |        |        |
|  |             | Anna-Lena Grönefeldová Coco Vandewegheová | Anna-Lena Grönefeldová Coco Vandewegheová | 7           | 5           | 5                                             | 7                                | 7                                     |            |            |            |            |   |                                  |        |        |        |        |        |
|  |             | Anna-Lena Grönefeldová Coco Vandewegheová |                                           |             |             |                                               | 7                                | 7                                     |            |            |            |            |   |                                  |        |        |        |        |        |
|  | 5           | Caroline Garciaová Katarina Srebotniková  | 65                                        | 5           |             |                                               |                                  |                                       |            |            |            |            |   |                                  |        |        |        |        |        |

### Smíšená čtyřhra
|  | Čtvrtfinále | Čtvrtfinále                              | Čtvrtfinále                       | Čtvrtfinále | Čtvrtfinále |                                |                             | Semifinále | Semifinále | Semifinále | Semifinále | Semifinále |  |                                   | Finále | Finále | Finále | Finále | Finále |
|  |             |                                          |                                   |             |             |                                |                             |            |            |            |            |            |  |                                   |        |        |        |        |        |
|  |             | Andrea Hlaváčková Łukasz Kubot           | 6                                 | 6           |             |                                |                             |            |            |            |            |            |  |                                   |        |        |        |        |        |
|  |             | Anastasia Rodionovová Max Mirnyj         | 4                                 | 4           |             |                                |                             |            |            |            |            |            |  |                                   |        |        |        |        |        |
|  |             | Anastasia Rodionovová Max Mirnyj         | 4                                 | 4           |             | Andrea Hlaváčková Łukasz Kubot | 4                           | 3          |            |            |            |            |  |                                   |        |        |        |        |        |
|  |             |                                          |                                   |             |             |                                | 4                           | 3          |            |            |            |            |  |                                   |        |        |        |        |        |
|  |             |                                          | Bethanie Mattek-Sands Sam Querrey | 6           | 6           |                                |                             |            |            |            |            |            |  |                                   |        |        |        |        |        |
|  |             | Bethanie Mattek-Sands Sam Querrey        | Bethanie Mattek-Sands Sam Querrey | 6           | 6           | 3                              | 6                           | [10]       |            |            |            |            |  |                                   |        |        |        |        |        |
|  |             | Bethanie Mattek-Sands Sam Querrey        |                                   |             |             | 3                              | 6                           | [10]       |            |            |            |            |  |                                   |        |        |        |        |        |
|  | 6           | Jaroslava Švedovová Juan Sebastián Cabal | 6                                 | 4           | [6]         |                                |                             |            |            |            |            |            |  |                                   |        |        |        |        |        |
|  | 6           | Jaroslava Švedovová Juan Sebastián Cabal | 6                                 | 4           | [6]         |                                |                             |            |            |            |            |            |  | Bethanie Mattek-Sands Sam Querrey | 4      | 6      | [7]    |        |        |
|  |             |                                          |                                   |             |             |                                |                             |            |            |            |            |            |  | Bethanie Mattek-Sands Sam Querrey | 4      | 6      | [7]    |        |        |
|  |             | 4                                        | Martina Hingisová Leander Paes    | 6           | 3           | [10]                           |                             |            |            |            |            |            |  |                                   |        |        |        |        |        |
|  |             | 4                                        | Martina Hingisová Leander Paes    | 6           | 3           | [10]                           | Simona Halepová Horia Tecău |            |            |            |            |            |  |                                   |        |        |        |        |        |
|  |             |                                          |                                   |             |             |                                |                             |            |            |            |            |            |  |                                   |        |        |        |        |        |
|  | 4           | Martina Hingisová Leander Paes           | w/o                               |             |             |                                |                             |            |            |            |            |            |  |                                   |        |        |        |        |        |
|  | 4           | Martina Hingisová Leander Paes           | w/o                               |             | 4           | Martina Hingisová Leander Paes | 6                           | 7          |            |            |            |            |  |                                   |        |        |        |        |        |
|  |             |                                          |                                   |             |             |                                | 6                           | 7          |            |            |            |            |  |                                   |        |        |        |        |        |
|  |             | 2                                        | Čan Jung-žan Rohan Bopanna        | 2           | 5           |                                |                             |            |            |            |            |            |  |                                   |        |        |        |        |        |
|  |             | 2                                        | Čan Jung-žan Rohan Bopanna        | 2           | 5           | Sie Šu-wej Henri Kontinen      | 67                          | 7          | [11]       |            |            |            |  |                                   |        |        |        |        |        |
|  |             |                                          |                                   |             |             | Sie Šu-wej Henri Kontinen      | 67                          | 7          | [11]       |            |            |            |  |                                   |        |        |        |        |        |
|  | 2           | Čan Jung-žan Rohan Bopanna               | 79                                | 5           | [13]        |                                |                             |            |            |            |            |            |  |                                   |        |        |        |        |        |

## Junioři

### Dvouhra juniorů
|  | Čtvrtfinále | Čtvrtfinále     | Čtvrtfinále    | Čtvrtfinále | Čtvrtfinále |                |              | Semifinále | Semifinále | Semifinále | Semifinále | Semifinále |   |              | Finále | Finále | Finále | Finále | Finále |
|  |             |                 |                |             |             |                |              |            |            |            |            |            |   |              |        |        |        |        |        |
|  | 1           | Taylor Fritz    | 6              | 6           |             |                |              |            |            |            |            |            |   |              |        |        |        |        |        |
|  | WC          | Alex Rybakov    | 3              | 0           |             |                |              |            |            |            |            |            |   |              |        |        |        |        |        |
|  | WC          | Alex Rybakov    | 3              | 0           |             | 1              | Taylor Fritz | 6          | 6          |            |            |            |   |              |        |        |        |        |        |
|  |             |                 |                |             |             |                | Taylor Fritz | 6          | 6          |            |            |            |   |              |        |        |        |        |        |
|  |             | 11              | Chung Yunseong | 2           | 3           |                |              |            |            |            |            |            |   |              |        |        |        |        |        |
|  | 3           | 11              | Chung Yunseong | 2           | 3           | Mikael Ymer    | 6            | 62         | 3          |            |            |            |   |              |        |        |        |        |        |
|  | 3           |                 |                |             |             | Mikael Ymer    | 6            | 62         | 3          |            |            |            |   |              |        |        |        |        |        |
|  | 11          | Chung Yunseong  | 2              | 7           | 6           |                |              |            |            |            |            |            |   |              |        |        |        |        |        |
|  | 11          | Chung Yunseong  | 2              | 7           | 6           |                |              |            |            |            |            |            | 1 | Taylor Fritz | 6      | 64     | 6      |        |        |
|  |             |                 |                |             |             |                |              |            |            |            |            |            |   | Taylor Fritz | 6      | 64     | 6      |        |        |
|  |             | 5               | Tommy Paul     | 2           | 7           | 2              |              |            |            |            |            |            |   |              |        |        |        |        |        |
|  | 5           | 5               | Tommy Paul     | 2           | 7           | 2              | Tommy Paul   | 2          | 7          | 6          |            |            |   |              |        |        |        |        |        |
|  | 5           |                 |                |             |             |                | Tommy Paul   | 2          | 7          | 6          |            |            |   |              |        |        |        |        |        |
|  | 4           | Hong Seong-chan | 6              | 5           | 1           |                |              |            |            |            |            |            |   |              |        |        |        |        |        |
|  | 4           | Hong Seong-chan | 6              | 5           | 1           |                | 5            | Tommy Paul | 6          | 6          |            |            |   |              |        |        |        |        |        |
|  |             |                 |                |             |             |                | 5            | Tommy Paul | 6          | 6          |            |            |   |              |        |        |        |        |        |
|  |             | Q               | Alex De Minaur | 0           | 0           |                |              |            |            |            |            |            |   |              |        |        |        |        |        |
|  | Q           | Q               | Alex De Minaur | 0           | 0           | Alex De Minaur | 1            | 6          | 6          |            |            |            |   |              |        |        |        |        |        |
|  | Q           |                 |                |             |             | Alex De Minaur | 1            | 6          | 6          |            |            |            |   |              |        |        |        |        |        |
|  | 2           | Michael Mmoh    | 6              | 3           | 4           |                |              |            |            |            |            |            |   |              |        |        |        |        |        |

### Dvouhra juniorek
|  | Čtvrtfinále | Čtvrtfinále            | Čtvrtfinále      | Čtvrtfinále | Čtvrtfinále |                    |                        | Semifinále     | Semifinále | Semifinále | Semifinále | Semifinále |   |                | Finále | Finále | Finále | Finále | Finále |
|  |             |                        |                  |             |             |                    |                        |                |            |            |            |            |   |                |        |        |        |        |        |
|  | 13          | Věra Lapková           | 6                | 0           | 0           |                    |                        |                |            |            |            |            |   |                |        |        |        |        |        |
|  | 9           | Sofia Keninová         | 4                | 6           | 6           |                    |                        |                |            |            |            |            |   |                |        |        |        |        |        |
|  | 9           | Sofia Keninová         | 4                | 6           | 6           |                    | 9                      | Sofia Keninová | 6          | 7          |            |            |   |                |        |        |        |        |        |
|  |             |                        |                  |             |             |                    | 9                      | Sofia Keninová | 6          | 7          |            |            |   |                |        |        |        |        |        |
|  |             | 11                     | Fanny Stollárová | 4           | 5           |                    |                        |                |            |            |            |            |   |                |        |        |        |        |        |
|  | WC          | 11                     | Fanny Stollárová | 4           | 5           | Kylie McKenzieová  | 2                      | 6              | 3          |            |            |            |   |                |        |        |        |        |        |
|  | WC          |                        |                  |             |             | Kylie McKenzieová  | 2                      | 6              | 3          |            |            |            |   |                |        |        |        |        |        |
|  | 11          | Fanny Stollárová       | 6                | 3           | 6           |                    |                        |                |            |            |            |            |   |                |        |        |        |        |        |
|  | 11          | Fanny Stollárová       | 6                | 3           | 6           |                    |                        |                |            |            |            |            | 9 | Sofia Keninová | 5      | 4      |        |        |        |
|  |             |                        |                  |             |             |                    |                        |                |            |            |            |            |   | Sofia Keninová | 5      | 4      |        |        |        |
|  |             | 2                      | Dalma Gálfiová   | 7           | 6           |                    |                        |                |            |            |            |            |   |                |        |        |        |        |        |
|  |             | 2                      | Dalma Gálfiová   | 7           | 6           | Iryna Šymanovičová | 7                      | 5              | 2          |            |            |            |   |                |        |        |        |        |        |
|  |             |                        |                  |             |             | Iryna Šymanovičová | 7                      | 5              | 2          |            |            |            |   |                |        |        |        |        |        |
|  |             | Francesca Di Lorenzová | 5                | 7           | 6           |                    |                        |                |            |            |            |            |   |                |        |        |        |        |        |
|  |             | Francesca Di Lorenzová | 5                | 7           | 6           |                    | Francesca Di Lorenzová | 5              | 61         |            |            |            |   |                |        |        |        |        |        |
|  |             |                        |                  |             |             |                    | Francesca Di Lorenzová | 5              | 61         |            |            |            |   |                |        |        |        |        |        |
|  |             | 2                      | Dalma Gálfiová   | 7           | 7           |                    |                        |                |            |            |            |            |   |                |        |        |        |        |        |
|  | 10          | 2                      | Dalma Gálfiová   | 7           | 7           | Sofja Žuková       | 63                     | 1              |            |            |            |            |   |                |        |        |        |        |        |
|  | 10          |                        |                  |             |             | Sofja Žuková       | 63                     | 1              |            |            |            |            |   |                |        |        |        |        |        |
|  | 2           | Dalma Gálfiová         | 7                | 6           |             |                    |                        |                |            |            |            |            |   |                |        |        |        |        |        |

### Čtyřhra juniorů
|  | Semifinále | Semifinále                             | Semifinále                             | Semifinále | Semifinále |   |    | Finále                   | Finále | Finále | Finále | Finále |
|  |            |                                        |                                        |            |            |   |    |                          |        |        |        |        |
|  |            | Lloyd Harris Josuke Watanuki           | 6                                      | 4          | [8]        |   |    |                          |        |        |        |        |
|  | WC         | Brandon Holt Riley Smith               | 4                                      | 6          | [10]       |   |    |                          |        |        |        |        |
|  | WC         | Brandon Holt Riley Smith               | 4                                      | 6          | [10]       |   | WC | Brandon Holt Riley Smith | 5      | 63     |        |        |
|  |            |                                        |                                        |            |            |   | WC | Brandon Holt Riley Smith | 5      | 63     |        |        |
|  |            |                                        | Félix Auger-Aliassime Denis Shapovalov | 7          | 7          |   |    |                          |        |        |        |        |
|  |            | Stefanos Tsitsipas Louis Wessels       | Félix Auger-Aliassime Denis Shapovalov | 7          | 7          | 4 | 4  |                          |        |        |        |        |
|  |            | Stefanos Tsitsipas Louis Wessels       |                                        |            |            | 4 | 4  |                          |        |        |        |        |
|  |            | Félix Auger-Aliassime Denis Shapovalov | 6                                      | 6          |            |   |    |                          |        |        |        |        |

### Čtyřhra juniorek
|  | Semifinále | Semifinále                              | Semifinále                         | Semifinále | Semifinále |   |   | Finále                                 | Finále | Finále | Finále | Finále |
|  |            |                                         |                                    |            |            |   |   |                                        |        |        |        |        |
|  |            | Viktória Kužmová Alexandra Pospělovová  | 6                                  | 65         | [10]       |   |   |                                        |        |        |        |        |
|  | 5          | Francesca Di Lorenzová Luisa Stefaniová | 4                                  | 7          | [5]        |   |   |                                        |        |        |        |        |
|  | 5          | Francesca Di Lorenzová Luisa Stefaniová | 4                                  | 7          | [5]        |   |   | Viktória Kužmová Alexandra Pospělovová | 7      | 6      |        |        |
|  |            |                                         |                                    |            |            |   |   | Viktória Kužmová Alexandra Pospělovová | 7      | 6      |        |        |
|  |            |                                         | Anna Kalinská Anastasia Potapovová | 5          | 2          |   |   |                                        |        |        |        |        |
|  |            | Anna Kalinská Anastasia Potapovová      | Anna Kalinská Anastasia Potapovová | 5          | 2          | 6 | 6 |                                        |        |        |        |        |
|  |            | Anna Kalinská Anastasia Potapovová      |                                    |            |            | 6 | 6 |                                        |        |        |        |        |
|  |            | Kimberly Birrellová Maddison Inglisová  | 2                                  | 1          |            |   |   |                                        |        |        |        |        |

## Legendy

### Mužské legendy
|  | Semifinále | Semifinále                   | Semifinále                  | Semifinále | Semifinále |   |                           | Finále | Finále | Finále | Finále | Finále |
|  |            |                              |                             |            |            |   |                           |        |        |        |        |        |
|  |            | Henri Leconte Cédric Pioline | 3                           | 7          | [4]        |   |                           |        |        |        |        |        |
|  |            | Michael Chang Todd Martin    | 6                           | 64         | [10]       |   |                           |        |        |        |        |        |
|  |            | Michael Chang Todd Martin    | 6                           | 64         | [10]       |   | Michael Chang Todd Martin | 2      | 1      |        |        |        |
|  |            |                              |                             |            |            |   | Michael Chang Todd Martin | 2      | 1      |        |        |        |
|  |            |                              | Pat Cash Mark Philippoussis | 6          | 6          |   |                           |        |        |        |        |        |
|  |            | Pat Cash Mark Philippoussis  | Pat Cash Mark Philippoussis | 6          | 6          | 7 | 6                         |        |        |        |        |        |
|  |            | Pat Cash Mark Philippoussis  |                             |            |            | 7 | 6                         |        |        |        |        |        |
|  |            | John McEnroe Patrick McEnroe | 64                          | 4          |            |   |                           |        |        |        |        |        |

### Ženské legendy
Finále naplánované na 12. září 2015 nebylo odehráno pro déšť ani přeloženo na jiný termín.
|  | Semifinále | Semifinále                                       | Semifinále                        | Semifinále | Semifinále                                 |  |  | Finále | Finále | Finále | Finále | Finále |
|  |            |                                                  |                                   |            |                                            |  |  |        |        |        |        |        |
|  |            | Iva Majoliová Chanda Rubinová                    | 4                                 | 4          |                                            |  |  |        |        |        |        |        |
|  |            | Lindsay Davenportová Mary Joe Fernandezová       | 6                                 | 6          |                                            |  |  |        |        |        |        |        |
|  |            | Lindsay Davenportová Mary Joe Fernandezová       | 6                                 | 6          | Lindsay Davenportová Mary Joe Fernandezová |  |  |        |        |        |        |        |
|  |            |                                                  |                                   |            |                                            |  |  |        |        |        |        |        |
|  |            |                                                  | Tracy Austinová Gigi Fernándezová |            |                                            |  |  |        |        |        |        |        |
|  |            | Tracy Austinová Gigi Fernándezová                | 7                                 | 4          | [10]                                       |  |  |        |        |        |        |        |
|  |            | Tracy Austinová Gigi Fernándezová                | 7                                 | 4          | [10]                                       |  |  |        |        |        |        |        |
|  |            | Martina Navrátilová Arantxa Sánchezová Vicariová | 63                                | 6          | [5]                                        |  |  |        |        |        |        |        |

## Vozíčkáři

### Dvouhra vozíčkářů
| Finále |                 |    |   |   |
|        |                 |    |   |   |
|        |                 |    |   |   |
| 1      | Šingo Kunieda   | 64 | 6 | 6 |
|        | Stéphane Houdet | 7  | 3 | 2 |

### Dvouhra vozíčkářek
| Finále |                    |   |   |   |
|        |                    |   |   |   |
|        |                    |   |   |   |
|        | Jui Kamidžiová     | 4 | 6 | 1 |
|        | Jordanne Whileyová | 6 | 0 | 6 |

### Čtyřhra vozíčkářů
| Finále |                                  |   |   |  |
|        |                                  |   |   |  |
|        |                                  |   |   |  |
| 1      | Stéphane Houdet Gordon Reid      | 6 | 6 |  |
|        | Michaël Jeremiasz Nicolas Peifer | 3 | 1 |  |

### Čtyřhra vozíčkářek
| Finále |                                        |    |   |  |
|        |                                        |    |   |  |
|        |                                        |    |   |  |
|        | Marjolein Buisová Sabine Ellerbrocková | 63 | 1 |  |
| 2      | Jiske Griffioenová Aniek van Kootová   | 7  | 6 |  |

### Dvouhra kvadruplegiků
| Finále |              |   |   |   |
|        |              |   |   |   |
|        |              |   |   |   |
|        | David Wagner | 1 | 6 | 5 |
|        | Dylan Alcott | 6 | 4 | 7 |

### Čtyřhra kvadruplegiků
| Finále |                               |   |   |      |
|        |                               |   |   |      |
|        |                               |   |   |      |
|        | Nick Taylor David Wagner      | 4 | 6 | [10] |
|        | Dylan Alcott Andrew Lapthorne | 6 | 2 | [7]  |

## Divoké karty
Následující tenisté obdrželi divokou kartu do hlavních soutěží.
Divoké karty pro zástupce australského a francouzského tenisu v singlových soutěžích byly přiděleny v rámci reciproční dohody tří ze čtyř tenisových svazů pořádajících Grand Slam – Tennis Australia, United States Tennis Association (USTA) a Fédération Française de tennis (FFT). Francouzská federace je udělila Pierrovi-Huguesi Herbertovi a Océanii Dodinové. Australský svaz zvolil bývalou světovou jedničku Lleytona Hewitta.
| - Jared Donaldson - Bjorn Fratangelo - Ryan Harrison - Pierre-Hugues Herbert - Lleyton Hewitt - Austin Krajicek - Ryan Shane - Frances Tiafoe | - Louisa Chiricová - Samantha Crawfordová - Océane Dodinová - Nicole Gibbsová - Sofia Keninová - Jamie Loebová - Bethanie Matteková-Sandsová - Sachia Vickeryová |

| - Deiton Baughmann / Tommy Paul - Bjorn Fratangelo / Dennis Novikov - Taylor Fritz / Reilly Opelka - Samuel Groth / Lleyton Hewitt - Denis Kudla / Tim Smyczek - Julio Peralta / Matt Seeberger - Michael Russell / Donald Young | - Tornado Alicia Blacková / Ingrid Neelová - Kaitlyn Christianová / Sabrina Santamariová - Irina Falconiová / Anna Tatišviliová - Nicole Gibbsová / Taylor Townsendová - Maya Jansenová / Erin Routliffeová - Asia Muhammadová / Maria Sanchezová - Melanie Oudinová / Jessica Pegulaová |

### Smíšená čtyřhra
- Jennifer Bradyová /  Mitchell Krueger
- Lauren Davisová /  Eric Butorac
- Victoria Duvalová /  Christian Harrison
- Claire Liuová /  Taylor Fritz
- Christina McHaleová /  Stefan Kozlov
- Anda Perianuová /  Andrei Dăescu
- Taylor Townsendová /  Donald Young
- Sachia Vickeryová /  Frances Tiafoe

## Kvalifikanti
Následující tenisté postoupili do hlavních soutěží z kvalifikací, které probíhaly od 25. do 28. srpna 2015 v areálu Národního tenisového centra Billie Jean Kingové.
| Mužští kvalifikanti |
| --- |
| 1. Paul-Henri Mathieu 2. Alexander Zverev 3. Guido Pella 4. Michael Berrer 5. Nikoloz Basilašvili 6. Jošihito Nišioka 7. Jürgen Melzer 8. Matthew Ebden 9. Jevgenij Donskoj 10. Andrej Rubljov 11. Tommy Paul 12. John-Patrick Smith 13. Elias Ymer 14. Konstantin Kravčuk 15. Alejandro González 16. Illja Marčenko |

| Ženské kvalifikantky |
| --- |
| 1. Jessica Pegulaová 2. Tereza Mrdežová 3. Johanna Kontaová 4. Maria Sakkariová 5. Anett Kontaveitová 6. Kateryna Bondarenková 7. Jelizaveta Kuličkovová 8. Kiki Bertensová 9. Alexandra Panovová 10. Kateryna Kozlovová 11. Jeļena Ostapenková 12. Laura Siegemundová 13. Majo Hibiová 14. Aljaksandra Sasnovičová 15. Shelby Rogersová 16. Anna Tatišviliová |
| Ženská šťastná poražená |
| 1. Darja Kasatkinová |